# Élections législatives de 1936 dans la Somme
Les élections législatives françaises de 1936 se déroulent les 26 avril et 3 mai 1936. Dans le département de la Somme, sept députés sont à élire dans le cadre de sept circonscriptions.

## Députés sortants et députés élus
|   | Circonscription | Député sortant      | Parti | Parti | Député élu                    | Parti | Parti   |
| - | --------------- | ------------------- | ----- | ----- | ----------------------------- | ----- | ------- |
| 1 | 1re d'Abbeville | Jean Coache         |       | AD    | Max Lejeune                   |       | SFIO    |
| 2 | 2e d'Abbeville  | Maurice Delabie     |       | PRRRS | Maurice Delabie               |       | PRRRS   |
| 3 | 1re d'Amiens    | Lucien Lecointe     |       | USR   | Jean Catelas                  |       | PC-SFIC |
| 4 | 2e d'Amiens     | Louis Lallemant     |       | PRRRS | Louis Prot                    |       | PC-SFIC |
| 5 | 3e d'Amiens     | Louis Lebel         |       | USR   | François de Clermont-Tonnerre |       | PAPF    |
| 6 | Montdidier      | Rodolphe Tonnellier |       | USR   | Michel Brille                 |       | AD      |
| 7 | Péronne         | Alfred Basquin      |       | SFIO  | Alfred Basquin                |       | SFIO    |

## Résultats au niveau départemental
| Parti          | Parti                                            | Premier tour | Premier tour | Second tour | Second tour | Sièges |
| Parti          | Parti                                            | Voix         | %            | Voix        | %           | Sièges |
| -------------- | ------------------------------------------------ | ------------ | ------------ | ----------- | ----------- | ------ |
|                | Radicaux indépendants                            | 23 989       | 20,10        | 25 172      | 20,93       | 0      |
|                | Section française de l'Internationale ouvrière   | 20 303       | 17,01        | 17 450      | 14,51       | 2      |
|                | Parti communiste-SFIC                            | 18 952       | 15,88        | 29 218      | 24,29       | 2      |
|                | Parti républicain, radical et radical-socialiste | 16 114       | 13,50        | 9 849       | 8,19        | 1      |
|                | Union socialiste républicaine                    | 13 987       | 11,72        | 16 636      | 13,83       | 0      |
|                | Parti agraire et paysan français                 | 10 998       | 9,21         | 8 337       | 6,93        | 1      |
|                | Alliance démocratique                            | 3 930        | 3,29         | 6 128       | 5,09        | 1      |
|                | Indépendants                                     | 2 542        | 2,13         |             |             |        |
|                |                                                  |              |              |             |             |        |
| Inscrits       | Inscrits                                         | 137 520      | 100,00       | 137 496     | 100,00      | 7      |
| Abstentions    | Abstentions                                      | 15 527       | 11,29        | 14 026      | 10,20       |        |
| Votants        | Votants                                          | 121 993      | 88,71        | 123 470     | 89,80       |        |
| Blancs et nuls | Blancs et nuls                                   | 2 618        | 2,15         | 3 182       | 2,58        |        |
| Exprimés       | Exprimés                                         | 119 375      | 97,85        | 120 288     | 97,42       |        |

## Résultats par arrondissement

### Arrondissement d'Abbeville

#### 1recirconscription
Député sortant : Jean Coache (AD])
| Candidat       | Candidat            | Parti          | Premier tour | Premier tour | Second tour | Second tour |
| Candidat       | Candidat            | Parti          | Voix         | %            | Voix        | %           |
| -------------- | ------------------- | -------------- | ------------ | ------------ | ----------- | ----------- |
|                | Jean Coache *       | AD             | 6 448        | 41,78        | 7 166       | 46,02       |
|                | Max Lejeune         | SFIO           | 4 236        | 27,45        | 7 195       | 53,98       |
|                | Paul Gaillard       | PRRRS          | 3 696        | 23,95        |             |             |
|                | Maurice Devauchelle | PC-SFIC        | 1 054        | 6,83         |             |             |
|                |                     |                |              |              |             |             |
| Inscrits       | Inscrits            | Inscrits       | 17 449       | 100,00       | 17 449      | 100,00      |
| Abstentions    | Abstentions         | Abstentions    | 1 835        | 10,52        | 1 791       | 10,26       |
| Votants        | Votants             | Votants        | 15 614       | 89,48        | 15 658      | 89,74       |
| Blancs et nuls | Blancs et nuls      | Blancs et nuls | 180          | 1,15         | 86          | 0,55        |
| Exprimés       | Exprimés            | Exprimés       | 15 434       | 98,85        | 15 572      | 99,45       |

Député élu : Max Lejeune (SFIO)

#### 2ecirconscription
Député sortant : Maurice Delabie (PRRRS)
| Candidat       | Candidat          | Parti          | Premier tour | Premier tour | Second tour | Second tour |
| Candidat       | Candidat          | Parti          | Voix         | %            | Voix        | %           |
| -------------- | ----------------- | -------------- | ------------ | ------------ | ----------- | ----------- |
|                | Maurice Delabie * | PRRRS          | 4 307        | 26,40        | 9 849       | 62,34       |
|                | Georges Cossart   | SFIO           | 4 189        | 25,68        |             |             |
|                | Maurice Acoulon   | PAPF           | 4 107        | 25,17        | 5 681       | 35,96       |
|                | Victor Flamant    | PC-SFIC        | 2 754        | 16,88        |             |             |
|                | Albert Sombret    | Ind.           | 962          | 5,90         | 263         | 1,66        |
|                |                   |                |              |              |             |             |
| Inscrits       | Inscrits          | Inscrits       | 18 609       | 100,00       | 18 607      | 100,00      |
| Abstentions    | Abstentions       | Abstentions    | 1 913        | 10,28        | 1 987       | 10,68       |
| Votants        | Votants           | Votants        | 16 696       | 89,72        | 16 620      | 89,32       |
| Blancs et nuls | Blancs et nuls    | Blancs et nuls | 381          | 2,28         | 822         | 4,95        |
| Exprimés       | Exprimés          | Exprimés       | 16 315       | 97,72        | 15 798      | 95,05       |

Député élu : Maurice Delabie (PRRRS)

### Arrondissement d'Amiens

#### 1recirconscription
Député sortant : Lucien Lecointe (USR)
| Candidat       | Candidat          | Parti          | Premier tour | Premier tour | Second tour | Second tour |
| Candidat       | Candidat          | Parti          | Voix         | %            | Voix        | %           |
| -------------- | ----------------- | -------------- | ------------ | ------------ | ----------- | ----------- |
|                | Lucien Lecointe * | USR            | 9 541        | 45,65        | 10 598      | 48,39       |
|                | Jean Catelas      | PC-SFIC        | 6 137        | 29,36        | 11 281      | 51,61       |
|                | Alexis Mailly     | SFIO           | 2 930        | 14,02        |             |             |
|                | Léon Thoyot       | SI             | 2 288        | 10,95        |             |             |
|                |                   |                |              |              |             |             |
| Inscrits       | Inscrits          | Inscrits       | 25 499       | 100,00       | 25 499      | 100,00      |
| Abstentions    | Abstentions       | Abstentions    | 3 854        | 15,11        | 3 173       | 12,44       |
| Votants        | Votants           | Votants        | 21 645       | 84,89        | 22 326      | 87,56       |
| Blancs et nuls | Blancs et nuls    | Blancs et nuls | 743          | 3,43         | 468         | 2,10        |
| Exprimés       | Exprimés          | Exprimés       | 20 902       | 96,57        | 21 858      | 97,90       |

Député élu : Jean Catelas (PC-SFIC)

#### 2ecirconscription
Député sortant : Louis Lallemant (PRRRS)
| Candidat       | Candidat          | Parti          | Premier tour | Premier tour | Second tour | Second tour |
| Candidat       | Candidat          | Parti          | Voix         | %            | Voix        | %           |
| -------------- | ----------------- | -------------- | ------------ | ------------ | ----------- | ----------- |
|                | Louis Prot        | PC-SFIC        | 5 394        | 28,77        | 10 192      | 53,95       |
|                | Pierre Garnier    | Ind.           | 5 271        | 28,11        | 8 523       | 46,05       |
|                | Louis Lallemant * | PRRRS          | 3 515        | 18,75        |             |             |
|                | Paul Domisse      | SFIO           | 1 989        | 10,61        |             |             |
|                | M. Charlier       | PAPF           | 1 685        | 8,99         |             |             |
|                | Aurélien Lenoir   | AD             | 843          | 4,50         |             |             |
|                |                   |                |              |              |             |             |
| Inscrits       | Inscrits          | Inscrits       | 21 452       | 100,00       | 21 463      | 100,00      |
| Abstentions    | Abstentions       | Abstentions    | 2 293        | 10,69        | 1 975       | 9,20        |
| Votants        | Votants           | Votants        | 19 159       | 89,31        | 19 488      | 90,80       |
| Blancs et nuls | Blancs et nuls    | Blancs et nuls | 408          | 2,13         | 597         | 3,06        |
| Exprimés       | Exprimés          | Exprimés       | 18 751       | 97,87        | 18 891      | 96,94       |

Député élu : Louis Prot (PC-SFIC)

#### 3ecirconscription
Député sortant : Louis Lebel (USR)
| Candidat       | Candidat                      | Parti          | Premier tour | Premier tour | Second tour | Second tour |
| Candidat       | Candidat                      | Parti          | Voix         | %            | Voix        | %           |
| -------------- | ----------------------------- | -------------- | ------------ | ------------ | ----------- | ----------- |
|                | François de Clermont-Tonnerre | PAPF           | 4 089        | 25,05        | 8 337       | 51,95       |
|                | Augustin Dujardin             | PC-SFIC        | 2 777        | 17,01        | 7 745       | 48,05       |
|                | Louis Lebel *                 | USR            | 1 959        | 12,00        |             |             |
|                | Étienne Dusevel               | PRRRS          | 1 897        | 11,62        |             |             |
|                | Eugène Hourdequin             | AD             | 1 717        | 10,52        |             |             |
|                | M. Galasse                    | SFIO           | 876          | 5,37         |             |             |
|                | M. Denis                      | AD             | 268          | 1,64         |             |             |
|                |                               |                |              |              |             |             |
| Inscrits       | Inscrits                      | Inscrits       | 18 572       | 100,00       | 18 552      | 100,00      |
| Abstentions    | Abstentions                   | Abstentions    | 2 134        | 11,49        | 1 725       | 9,30        |
| Votants        | Votants                       | Votants        | 16 618       | 88,51        | 16 827      | 90,70       |
| Blancs et nuls | Blancs et nuls                | Blancs et nuls | 296          | 1,78         | 709         | 4,21        |
| Exprimés       | Exprimés                      | Exprimés       | 16 322       | 98,22        | 16 118      | 95,79       |

Député élu : François de Clermont-Tonnerre (PAPF)

### Arrondissement de Montdidier
Député sortant : Rodolphe Tonnellier (USR)
| Candidat       | Candidat              | Parti          | Premier tour | Premier tour | Second tour | Second tour |
| Candidat       | Candidat              | Parti          | Voix         | %            | Voix        | %           |
| -------------- | --------------------- | -------------- | ------------ | ------------ | ----------- | ----------- |
|                | Michel Brille         | AD             | 2 819        | 23,89        | 6 128       | 50,32       |
|                | Rodolphe Tonnellier * | USR            | 2 487        | 21,08        | 6 038       | 49,68       |
|                | Edmond Cavillon       | Rad. ind.      | 2 462        | 20,87        |             |             |
|                | M. Dourssin           | SFIO           | 2 124        | 18,00        |             |             |
|                | M. Chéneau            | PAPF           | 1 117        | 9,47         |             |             |
|                | Charles Abbeg         | PC-SFIC        | 736          | 6,24         |             |             |
|                |                       |                |              |              |             |             |
| Inscrits       | Inscrits              | Inscrits       | 13 757       | 100,00       | 13 751      | 100,00      |
| Abstentions    | Abstentions           | Abstentions    | 1 192        | 8,66         | 1 220       | 8,87        |
| Votants        | Votants               | Votants        | 11 970       | 91,34        | 12 531      | 91,13       |
| Blancs et nuls | Blancs et nuls        | Blancs et nuls | 172          | 1,44         | 354         | 2,82        |
| Exprimés       | Exprimés              | Exprimés       | 11 798       | 98,56        | 12 177      | 97,18       |

Député élu : Michel Brille (AD)

### Arrondissement de Péronne
Député sortant : Alfred Basquin (SFIO)
| Candidat       | Candidat              | Parti          | Premier tour | Premier tour | Second tour | Second tour |
| Candidat       | Candidat              | Parti          | Voix         | %            | Voix        | %           |
| -------------- | --------------------- | -------------- | ------------ | ------------ | ----------- | ----------- |
|                | Alfred Basquin *      | SFIO           | 8 195        | 42,16        | 10 255      | 51,60       |
|                | Gaston Boucourt       | Rad. ind.      | 7 129        | 36,68        | 9 483       | 48,40       |
|                | Gaston Bouchend'homme | PRRRS          | 2 699        | 13,88        |             |             |
|                | Fernand Hermann       | PC-SFIC        | 1 154        | 5,94         |             |             |
|                | M. Guédon             | DIV            | 254          | 1,31         |             |             |
|                |                       |                |              |              |             |             |
| Inscrits       | Inscrits              | Inscrits       | 22 182       | 100,00       | 22 175      | 100,00      |
| Abstentions    | Abstentions           | Abstentions    | 2 306        | 10,40        | 2 155       | 9,72        |
| Votants        | Votants               | Votants        | 19 876       | 89,60        | 20 020      | 90,28       |
| Blancs et nuls | Blancs et nuls        | Blancs et nuls | 438          | 2,20         | 146         | 0,73        |
| Exprimés       | Exprimés              | Exprimés       | 19 438       | 97,80        | 19 874      | 99,27       |

Député élu : Alfred Basquin (SFIO)

## Inscriptions aux groupes parlementaires
|   | Circonscription | Député élu                    |  | Parti   | Groupe                                                           |
| - | --------------- | ----------------------------- |  | ------- | ---------------------------------------------------------------- |
| 1 | 1re d'Abbeville | Max Lejeune                   |  | SFIO    | Socialiste                                                       |
| 2 | 2e d'Abbeville  | Maurice Delabie               |  | PRRRS   | Républicain radical et radical-socialiste                        |
| 3 | 1re d'Amiens    | Jean Catelas                  |  | PC-SFIC | Communiste                                                       |
| 4 | 2e d'Amiens     | Louis Prot                    |  | PC-SFIC | Communiste                                                       |
| 5 | 3e d'Amiens     | François de Clermont-Tonnerre |  | PAPF    | Agraire indépendant                                              |
| 6 | Montdidier      | Michel Brille                 |  | AD      | Alliance des républicains de gauche et des radicaux indépendants |
| 7 | Péronne         | Alfred Basquin                |  | SFIO    | Socialiste                                                       |